# Guillermo Embriaco (Gibelet)
Guillermo Embriaco o Guillermo de Gibelet (en francés: Guillaume, fallecido después de diciembre de 1204) fue un noble cruzado del Condado de Trípoli.

## Biografía
Era el hijo más joven de Guillermo II Embriaco, señor de Gibelet, y su esposa Sancha. Su hermano mayor, Hugo II, sucedió a su padre como señor de Gibelet, su otro hermano, Raimundo, fue condestable del Condado de Trípoli.
Guillermo se casó con Fadie, hija de Manasés de Hierges, condestable del Reino de Jerusalén, señor de Ramla y Mirabel. Con ella tuvo un hijo:
- Hugo (fallecido después de 1220), señor de Besmedin (Bethmezin), se casó con Inés de Ham, hija de Gerardo de Ham, condestable del Condado de Trípoli.[2]